# Гейджтаун (Нью-Брансвік)
Гейджтаун (англ. Gagetown) — село в Канаді, у провінції Нью-Брансвік, у складі графства Квінс.

## Населення
За даними перепису 2016 року, село нараховувало 711 осіб, показавши зростання на 1,9%, порівняно з 2011-м роком. Середня густина населення становила 14,4 осіб/км².
З офіційних мов обидвома одночасно володіли 95 жителів, тільки англійською — 540. Усього 20 осіб вважали рідною мовою не одну з офіційних.
Працездатне населення становило 53,1% усього населення, рівень безробіття — 6,7%.
Середній дохід на особу становив $42 545 (медіана $34 176), при цьому для чоловіків — $52 061, а для жінок $33 328 (медіани — $45 184 та $24 800 відповідно).
31,9% мешканців мали закінчену шкільну освіту, не мали закінченої шкільної освіти — 13,3%, 55,8% мали післяшкільну освіту, з яких 42,9% мали диплом бакалавра, або вищий, 10 осіб мали вчений ступінь.
| Статево-вікова структура населення | Статево-вікова структура населення | Статево-вікова структура населення | Статево-вікова структура населення | Статево-вікова структура населення |
| ---------------------------------- | ---------------------------------- | ---------------------------------- | ---------------------------------- | ---------------------------------- |
|                                    |                                    |                                    |                                    |                                    |
| Всього                             | Всього                             | 47,9%52,1%                         |                                    |                                    |
| 0 — 14 років                       | 0 — 14 років                       |                                    | 11,3%                              | 11,3%                              |
| 15 — 64 років                      | 15 — 64 років                      |                                    | 57,7%                              | 57,7%                              |
| 65 і більше                        | 65 і більше                        |                                    | 31%                                | 31%                                |
| 85 і більше                        | 85 і більше                        |                                    | 4,9%                               | 4,9%                               |
| Середній вік (років)               | Середній вік (років)               | 51,950,7                           | 51,2                               | 51,2                               |
| Медіана (років)                    | Медіана (років)                    | 56,554,9                           | 55,6                               | 55,6                               |
| — чоловіки — жінки                 |                                    |                                    |                                    |                                    |

| Походження мешканців:     | Походження мешканців:     | Походження мешканців: | Походження мешканців: | Походження мешканців: |
| ------------------------- | ------------------------- | --------------------- | --------------------- | --------------------- |
| Походження                |                           |                       | осіб                  | %                     |
| Корінні американці        | Корінні американці        |                       | 30                    | 4.65%                 |
| Інше північноамериканське | Інше північноамериканське |                       | 370                   | 57.36%                |
| Європейське               | Європейське               |                       | 430                   | 66.67%                |
| британське                | британське                |                       | 365                   | 56.59%                |
| французьке                | французьке                |                       | 90                    | 13.95%                |
| Латинськоамериканське     | Латинськоамериканське     |                       | 10                    | 1.55%                 |
| Азійське                  | Азійське                  |                       | 15                    | 2.33%                 |

## Клімат
Середня річна температура становить 5,8°C, середня максимальна – 23,4°C, а середня мінімальна – -14,6°C. Середня річна кількість опадів – 1 131 мм.
| Клімат поселення                              | Клімат поселення | Клімат поселення | Клімат поселення | Клімат поселення | Клімат поселення | Клімат поселення | Клімат поселення | Клімат поселення | Клімат поселення | Клімат поселення | Клімат поселення | Клімат поселення | Клімат поселення |
| Показник                                      | Січ.             | Лют.             | Бер.             | Квіт.            | Трав.            | Черв.            | Лип.             | Серп.            | Вер.             | Жовт.            | Лист.            | Груд.            |                  |
| Середній максимум, °C                         | −2,97            | −1,65            | 3,76             | 10,21            | 16,81            | 21,66            | 23,41            | 22,75            | 17,77            | 11,82            | 6,02             | −1,24            |                  |
| Середня температура, °C                       | −8,78            | −7,46            | −2,04            | 4,41             | 11,00            | 15,86            | 19,47            | 18,81            | 13,83            | 7,88             | 2,09             | −5,18            |                  |
| Середній мінімум, °C                          | −14,58           | −13,25           | −7,84            | −1,39            | 5,19             | 10,06            | 15,53            | 14,88            | 9,90             | 3,94             | −1,85            | −9,11            |                  |
| Норма опадів, мм                              | 102              | 81               | 94               | 88               | 98               | 90               | 88               | 81               | 93               | 98               | 109              | 109              |                  |
| Середньомісячна швидкість вітру, м/с          | 3.51             | 3.52             | 3.70             | 3.60             | 3.25             | 2.83             | 2.59             | 2.40             | 2.70             | 3.01             | 3.30             | 3.50             |                  |
| Середньомісячна сонячна радіація, кДж/м²·день | 5276             | 8558             | 12262            | 15307            | 18200            | 20294            | 20034            | 17730            | 13261            | 8520             | 5038             | 4096             |                  |
| --------------------------------------------- | ---------------- | ---------------- | ---------------- | ---------------- | ---------------- | ---------------- | ---------------- | ---------------- | ---------------- | ---------------- | ---------------- | ---------------- | ---------------- |
| Джерело:                                      |                  |                  |                  |                  |                  |                  |                  |                  |                  |                  |                  |                  |                  |